# Vampyrella lateritia
Espèce
Synonymes
- Amoeba lateritia Fresenius, 1856[1]

Vampyrella lateritia est une espèce de protistes de la famille des Vampyrellidae, faisant partie de l’embranchement des Cercozoa. 
Elle a la particularité de percer les parois d'algues microscopiques dont elle se nourrit, pour les vider de leur substance en drainant tout leur contenu, d'où son nom faisant référence au vampirisme.
La famille des Vampyrellidae est un sous-groupe de l'ordre des Vampyrellida au sein du phylum Cercozoa. D'après des données de séquence moléculaire, la famille comprend actuellement le genre Vampyrella, et peut-être plusieurs autres amibes de Vampyrellidés (par ex. Gobiella). Les cellules sont nues et caractérisées par une Pseudopodie radiante, filose (également appelée filopodie) et une coloration orange du corps cellulaire principal.

## Description et action
En flottement libre, la cellule est sphérique et d'environ 30μm à 60μm de diamètre, avec de longs pseudopodes dirigés radialement ainsi que des pseudopodes en forme de bâton plus courts, de sorte qu'elle ressemble à un héliozoan. 
En mouvement, la cellule s'étire et prend une forme amiboïde, avec une distinction évidente entre la périphérie claire et les pseudopodes et l'intérieur verdâtre. Sous cette forme, elle perce la parroi de cellules d'algues et se nourrit de leur intérieur. 
Quelques autres espèces de Vampyrellidés sont parasites sur des champignons. Ces Vampyrellidés peuvent notamment jouer un rôle dans la lutte contre le champignon de la rouille (parasite du blé et autres cultures).
Les Vampyrellidés ont typiquement des mitochondries avec des crêtes tubulaires. Avec les Nucléariides, ils comprennent la majorité des amibes filamenteuses nues.

## Distribution
On pensait les représentants de la famille des Vampyrellidae peu nombreux, mais de nouvelles études ont montré qu'ils sont aussi variés que les champignons, et qu'on les trouve dans tous les coins de la nature, des océans aux sols terrestres. 
On suppute qu'ils ont un impact écologique important car, étant omnivores, ils peuvent s'attaquer aux parois les plus résistantes des êtres vivants de taille comparable, y compris celles de champignons et de petits vers nématodes.